# Netelia virgata
Netelia virgata är en stekelart som först beskrevs av Geoffroy 1785.  Netelia virgata ingår i släktet Netelia och familjen brokparasitsteklar. Arten är reproducerande i Sverige. Inga underarter finns listade i Catalogue of Life.